# Assur-nirari II
Assur-nirari II, rey asirio (1424 a. C. - 1418 a. C.) del llamado Imperio Medio.
Hijo y sucesor de Enlil-nasir II, solamente nos es conocido por las genealogías de algunos de sus sucesores. Algunos autores le atribuyen un reinado de 28 años, pero es más comúnmente aceptado atribuirle sólo 7 años de gobierno.
Fue sucedido en el trono por su hijo Assur-bel-nisheshu.
| Predecesor: Enlil-nasir II | Rey de Asiria 1424-1418 a. C. | Sucesor: Assur-bel-nisheshu |